# Мидхат-Талакич, Далал
Далал Мидхат-Талакич (босн. Dalal Midhat-Talakić; 5 августа 1981) — боснийская поп-певица и автор песен. В 2016 году вместе с Дином и Аной Руцнер представляла Боснию и Герцеговину на Евровидении 2016.. В первом полуфинале они заняли 11-е место со 104 баллами, что не позволило им выйти в финал.

## Биография
Родилась 5 августа 1981 года в Сараево. Начала петь с 5 лет, музыкальное образование получила в Сараево и в Загребе, где в 1995 году она исполнила свою первую оригинальную песню.
В 1996 году Далал основала свою музыкальную поп-группу Erato — она была автором большинства песен проекта. Группа получила множество музыкальных премий и наград. В 2009 году ушла из группы.
С этого момента певица не выступала на боснийской эстраде, пока в 2014 году она не выпустила свою новую песню «Gdje sam ja?».

### Евровидение 2016
25 ноября 2015 года боснийская телекомпания, ответственная за участие страны на Евровидении, объявила, что Боснию и Герцеговину на песенном конкурсе Евровидение 2016 будут представлять певцы Далал Мидхат-Талакич и Дин, а также хорватская виолончелистка Ана Руцнер. Они выступали в первом полуфинале под номером 17, заняли 11-е место со 104 баллами. 
Оценку "12" певцы получили от чешского профессионального жюри и от хорватских телезрителей.

## Сотрудничество с другими певцами
Далал является автором хитов таких известных балканских исполнителей, как Тони Цетински, Жак Хоудек и другие.